# Peine de mort au Vermont
Au Vermont, la pendaison fut la méthode employée pour la mise à mort des condamnés jusqu'en 1919, date à laquelle la potence fut remplacée par la chaise électrique. Celle-ci fut en usage dans l'État jusqu'à l'exécution de Donald DeMag (en), pour meurtre, en 1954.
Le Vermont abolira la peine de mort en 1965, la même année que deux autres États : l'Iowa et la Virginie-Occidentale. Cependant en 2005, Donald Fell a été condamné à mort par un tribunal fédéral du Vermont pour le meurtre d'une jeune femme à New York, concomitant à un acte de piraterie routière dans le Vermont. En septembre 2018 sa peine a cependant été réduite en appel.
Selon un sondage fait en 2008, 66 % des habitants du Vermont souhaitent le rétablissement de la peine de mort dans leur État.
Le Vermont est communément considéré comme abolitionniste même si en fait la peine de mort est toujours prévue pour trahison.